# Бентън (окръг, Индиана)
Вижте пояснителната страница за други значения на Бентън.
Окръг Бентън (на английски: Benton County) е окръг в щата Индиана, Съединени американски щати. Площта му е 1052 km², а населението е 8719 души (1 април 2020). Административен център е град Фаулър.